# Chiang Ching-kuo

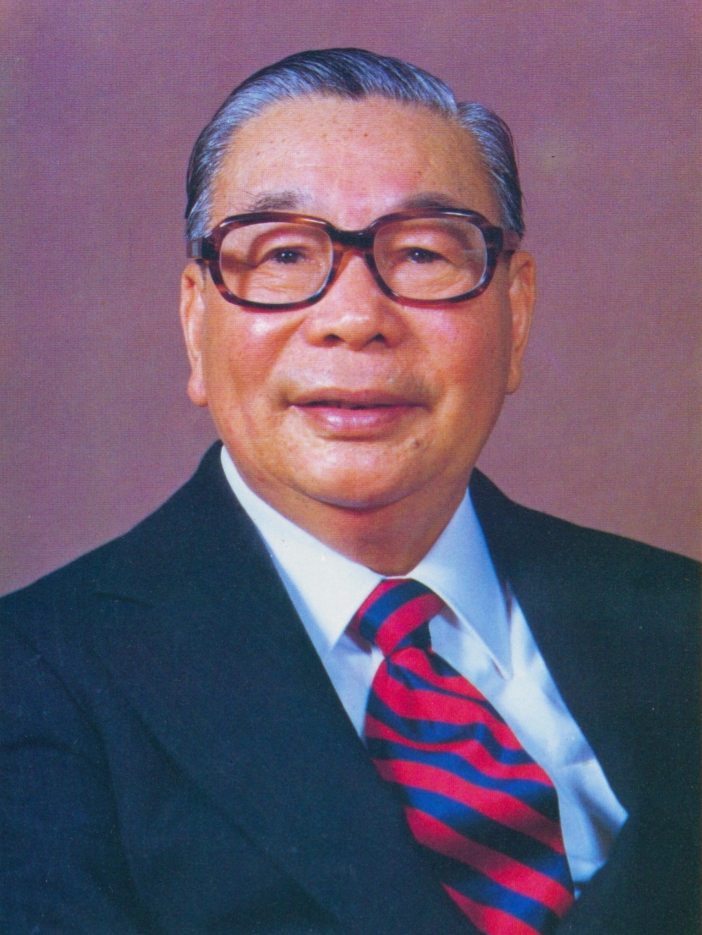
Chiang Ching-kuo als Präsident der Republik China, 1984.

Chiang Ching-kuo (chinesisch 蔣經國, Pinyin Jiǎng Jīngguó, W.-G. Chiang Ching-kuo; Zì Jianfeng 建豐; * 27. April 1910 in Xikou, Provinz Zhejiang, Chinesisches Kaiserreich; † 13. Januar 1988 in Taipeh, Taiwan) war ein chinesischer Politiker der Kuomintang. Er war Sohn Chiang Kai-sheks. Im Jahr 1972 wurde er unter der Präsidentschaft seines Vaters Premierminister und 1978 drei Jahre nach dessen Tod Präsident der Republik China. In dieser Funktion blieb er bis zu seinem Tod 1988.

## Leben auf dem Festland

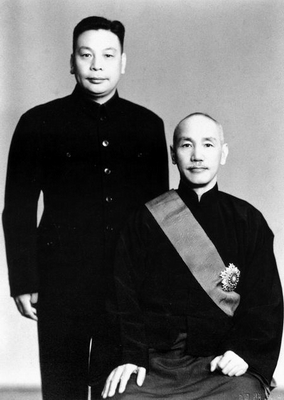
Chiang Ching-kuo (links) mit seinem Vater Chiang Kai-shek, 1948.

Chiang Ching-kuo wurde in Qikou, Provinz Zhejiang, als Sohn aus Chiang Kai-sheks erster Ehe geboren und von seiner Großmutter aufgezogen. Seine Schwester ist Chien-Hua. Er wurde von der Mittelschule wegen Teilnahme an Studentendemonstrationen relegiert und wurde in Peking aus dem gleichen Grund sogar 14 Tage lang inhaftiert.
Im Jahr 1925 ging Chiang Ching-kuo, im Alter von 15 Jahren, mit Erlaubnis seines Vaters zum Studium nach Moskau. Er trat dort in die Sun-Yat-sen-Universität ein, die speziell für chinesische Studenten eingerichtet worden war, und wurde Mitglied der Kommunistischen Jugendliga.
Als im Jahr 1927 sein Vater Chiang Kai-shek das Bündnis der Kuomintang mit der Kommunistischen Partei Chinas aufkündigte, wurde Chiang Ching-kuo, der soeben seinen Abschluss gemacht hatte, an seiner Rückkehr nach China gehindert. Der Deportation nach Sibirien entging er nur durch den Hinweis auf seine schlechte gesundheitliche Verfassung. Die chinesischen Kommunisten drängten jedoch bei der Komintern auf eine Maßnahme gegen Chiangs Sohn. So musste Chiang Ching-kuo 1933 in der Goldmine des sibirischen Ortes Alta arbeiten, wurde jedoch bald als Techniker in die Ural-Stahlfabrik in Swerdlowsk (heute Jekaterinburg) versetzt. 1934 wurde er dann stellvertretender Direktor dieser Fabrik. Hier lernte er die Russin Faina Ipatjewna Wachrewa kennen, die er 1935 heiratete.
1936 wurde Chiang Ching-kuo von der Komintern gezwungen, seiner Mutter zu schreiben, dass er Kommunist geworden sei und nicht mehr nach China zurückkehren wolle. Dieser Brief wurde in China dann auch prompt veröffentlicht.
Im April 1937 durfte Chiang Ching-kuo nach zwölfjähriger Abwesenheit nach China zurückkehren, weil Stalin Chiang Kai-shek im Chinesisch-Japanischen Krieg unterstützen wollte. Im Jahr 1938 trat er in die Regierung der Provinz Jiangxi ein und machte sich einen Namen als harter, aber gerechter Verwaltungsbeamter.
1943 holte Chiang Kai-shek seinen Sohn nach Chongqing an den Sitz der Nationalregierung. Damit begann seine Karriere in der Kuomintang.

## Taiwan
1949, bei der Flucht der Kuomintang nach Taiwan, erhielt Chiang Ching-kuo den Auftrag, den Goldschatz der Zentralbank in Sicherheit zu bringen.
In den 1950er Jahren wurde Chiang Ching-kuo Leiter der Politabteilung im Verteidigungsministerium und Chef der Geheimpolizei. Er wurde auch Mitglied des Reformkomitees der Kuomintang und damit zu einer der mächtigsten Personen Taiwans. 1952 wurde er zum Mitglied des Ständigen Ausschusses des Zentralkomitees der Kuomintang.
Im Jahr 1953, kurz nach dem Ende des Koreakrieges, reiste Chiang Ching-kuo auf Einladung des amerikanischen Verteidigungsministeriums in die USA, wo er auch mit Präsident Eisenhower zusammentraf. 1954 wurde er Stellvertretender Generalsekretär des Nationalen Verteidigungsrates, 1958 Minister ohne Geschäftsbereich.
1963 unternahm Chiang auf Einladung des amerikanischen Außenministeriums seine zweite Reise in die USA, wo er mit Präsident Kennedy zusammentraf. 1965 wurde er Verteidigungsminister und erhielt von seinem amerikanischen Kollegen McNamara eine weitere Einladung in die USA.
1969 wurde Chiang Ching-kuo Stellvertretender Ministerpräsident. Während seines vierten USA-Besuchs wurde am 24. April 1970 in New York ein Attentat auf ihn verübt, das er jedoch unverletzt überstand. 1971 trat Chiang das Amt des Ministerpräsidenten an.
1969 erhielt Chiang das Großkreuz des Verdienstordens Nigers.

## Präsidentschaft
Drei Wochen nach dem Tod seines Vaters Chiang Kai-shek am 5. April 1975 wählte die Kuomintang Chiang Ching-kuo zu ihrem Vorsitzenden, während der bisherige Vizepräsident Yen Chia-kan verfassungsgemäß das Präsidentenamt bis zum Ende der laufenden Amtsperiode 1978 übernahm. Am 21. März 1978 wurde Chiang zum Präsidenten der Republik China gewählt. Im Dezember 1978 kündigte US-Präsident Jimmy Carter an, die USA würden der Republik China die diplomatische Anerkennung entziehen und diese auf die Volksrepublik China übertragen. In der Folgezeit verstärkte sich die taiwanische Demokratiebewegung, der Chiang und die Kuomintang in den 1980er Jahren Schritt für Schritt nachgaben.
Chiang schuf den Rat für wirtschaftliche Planung und Entwicklung, um die ökonomische Entwicklung in Taiwan zu koordinieren. Am 20. Mai 1984 wurde er von der Nationalversammlung wiedergewählt. Das Kriegsrecht wurde 1987 aufgehoben und Pressefreiheit gewährt. Im Juli 1987 kam es auch zur Lockerung der Devisenbeschränkungen. Ab November 1987 wurde es den Bürgern Taiwans erlaubt, ihre Verwandten auf dem chinesischen Festland zu besuchen.
Chiang, der lange Jahre unter Diabetes gelitten hatte, starb am 13. Januar 1988 an Herz- und Lungenversagen.

## Trivia
Das taiwanische Kampfflugzeug Indigenous Defense Fighter, Abk.: IDF, auch bekannt als AIDC F-CK-1 Ching-Kuo ist Chiang zu Ehren nach ihm benannt.